# 炎と嵐
「炎と嵐」（ほのおとあらし）は、長崎萠(現:平良千春)名義の1作目のシングル。1997年4月21日にソニーレコードから発売された。

## 概要
長崎萠としてのデビューシングル。これ以前では、彼女が声優として出演した「THE KING OF FIGHTERS '95」 及び「ガルフォース〜ザ・レヴォリューション」、それぞれに対して、キャラクターソングを歌っている。

## 収録曲
1. 炎と嵐(3:52)
  - 作詞：白峰美津子、作曲：都志見隆、編曲: 岩崎琢
2. 三日月(ナイフ)(3:46)
  - 作詞：大森祥子、作曲：都志見隆、編曲: 岩崎琢
3. 炎と嵐 （オリジナル・カラオケ）(3:52)
4. 三日月(ナイフ) （オリジナル・カラオケ）(3:46)